# Temporada 2025 de las Grandes Ligas de Béisbol
La temporada 2025 de las Grandes Ligas de Béisbol tiene su temporada regular del 18 de marzo hasta el 28 de septiembre.
La temporada comenzó con la serie entre Los Angeles Dodgers y Chicago Cubs que se disputó el 18 y 19 de marzo en el Tokyo Dome de Japón.
El 95.ºJuego de las Estrellas se disputó el 15 de julio en el Truist Park de Cumberland, Georgia, sede de los Atlanta Braves.  La Liga Nacional ganó el desempate por 4-3, tras un empate 6-6 tras nueve entradas.
Los Atléticos se trasladaron temporalmente desde la ciudad de Oakland a West Sacramento, California, por un mínimo de tres temporadas antes de mudarse permanentemente al área metropolitana de  Las Vegas. El equipo lleva el nombre de Athletics, sin nombre de ciudad adjunto. 

## Calendario
Las Grandes Ligas de Béisbol (MLB) publicaron su calendario para la temporada 2025 el 18 de julio de 2024. Se han programado 162 juegos para todos los equipos. La fórmula del calendario fue modificada esta temporada para aumentar el número de partidos entre los rivales Interligas "principales" de cuatro a seis, disputando dos series de tres juegos en lugar de dos series de dos juegos. Además, se designó el fin de semana del 16 al 18 de mayo como el "Fin de Semana de Rivalidades", que contará con 11 series entre estos rivales Interligas destacados.
Los Angeles Dodgers y Chicago Cubs abrieron la temporada en el Tokyo Dome, en Tokio, los días 18 y 19 de marzo, como parte de la Serie MLB Tokio 2025. La jornada Inaugural en Estados Unidos fue el 27 de marzo para todos los equipos, excepto para los Colorado Rockies y Tampa Bay Rays, cuyo partido se reprogramó para el 28 de marzo debido a trabajos en el estadio temporal de los Rays, el Steinbrenner Field.
El 95.º Juego de las Estrellas se jugará el 15 de julio, en el Truist Park de los Atlanta Braves, ubicado en Cumberland, Georgia. Además, los Atlanta Braves y los Cincinnati Reds disputarán un partido en el Bristol Motor Speedway, en Bristol, Tennessee, el 2 de agosto. El Clásico de las Ligas Pequeñas de la MLB, en el Bowman Field en Williamsport, Pennsylvania, se jugará el 17 de agosto, entre Seattle Mariners enfrentando a New York Mets.

## Clasificación

### Liga Americana
| Toronto Blue Jays | 68 | 48 | .586 | —   | 38‍–‍19 | 30‍–‍29 |
| Boston Red Sox    | 64 | 52 | .552 | 4   | 39‍–‍22 | 25‍–‍30 |
| New York Yankees  | 61 | 54 | .530 | 6½  | 34‍–‍22 | 27‍–‍32 |
| Tampa Bay Rays    | 57 | 59 | .491 | 11  | 32‍–‍30 | 25‍–‍29 |
| Baltimore Orioles | 52 | 63 | .452 | 15½ | 27‍–‍27 | 25‍–‍36 |

| División Central    | División Central | División Central | División Central | División Central | División Central | División Central | División Central |
| Equipo              | V                | D                | Pct              | PD               | Local            | Visita           |                  |
| ------------------- | ---------------- | ---------------- | ---------------- | ---------------- | ---------------- | ---------------- | ---------------- |
| Detroit Tigers      | 66               | 50               | .569             | —                | 37‍–‍23              | 29‍–‍27              |                  |
| Cleveland Guardians | 59               | 55               | .518             | 6                | 29‍–‍27              | 30‍–‍28              |                  |
| Kansas City Royals  | 57               | 58               | .496             | 8½               | 28‍–‍28              | 29‍–‍30              |                  |
| Minnesota Twins     | 54               | 60               | .474             | 11               | 30‍–‍24              | 24‍–‍36              |                  |
| Chicago White Sox   | 42               | 72               | .368             | 23               | 24‍–‍32              | 18‍–‍40              |                  |

| Houston Astros     | 64 | 51 | .557 | —   | 35‍–‍24 | 29‍–‍27 |
| Seattle Mariners   | 62 | 53 | .539 | 2   | 33‍–‍25 | 29‍–‍28 |
| Texas Rangers      | 60 | 56 | .517 | 4½  | 36‍–‍21 | 24‍–‍35 |
| Los Angeles Angels | 55 | 60 | .478 | 9   | 30‍–‍30 | 25‍–‍30 |
| Athletics          | 50 | 66 | .431 | 14½ | 23‍–‍34 | 27‍–‍32 |

### Liga Nacional
| División Este         | División Este | División Este | División Este | División Este | División Este | División Este |
| Equipo                | V             | D             | Pct           | PD            | Local         | Visita        |
| --------------------- | ------------- | ------------- | ------------- | ------------- | ------------- | ------------- |
| Philadelphia Phillies | 65            | 49            | .570          | —             | 37‍–‍21           | 28‍–‍28           |
| New York Mets         | 63            | 52            | .548          | 2½            | 38‍–‍21           | 25‍–‍31           |
| Miami Marlins         | 56            | 57            | .496          | 8½            | 28‍–‍31           | 28‍–‍26           |
| Atlanta Braves        | 47            | 66            | .416          | 17½           | 26‍–‍29           | 21‍–‍37           |
| Washington Nationals  | 45            | 68            | .398          | 19½           | 22‍–‍35           | 23‍–‍33           |

| División Central    | División Central | División Central | División Central | División Central | División Central | División Central |
| Equipo              | V                | D                | Pct              | PD               | Local            | Visita           |
| ------------------- | ---------------- | ---------------- | ---------------- | ---------------- | ---------------- | ---------------- |
| Milwaukee Brewers   | 70               | 44               | .614             | —                | 36‍–‍20              | 34‍–‍24              |
| Chicago Cubs        | 66               | 48               | .579             | 4                | 36‍–‍22              | 30‍–‍26              |
| Cincinnati Reds     | 60               | 55               | .522             | 10½              | 33‍–‍26              | 27‍–‍29              |
| St. Louis Cardinals | 58               | 58               | .500             | 13               | 32‍–‍24              | 26‍–‍34              |
| Pittsburgh Pirates  | 49               | 66               | .426             | 21½              | 32‍–‍27              | 17‍–‍39              |

| Los Angeles Dodgers  | 66 | 49 | .574 | —   | 36‍–‍23 | 30‍–‍26 |
| San Diego Padres     | 64 | 51 | .557 | 2   | 36‍–‍19 | 28‍–‍32 |
| San Francisco Giants | 58 | 57 | .504 | 8   | 28‍–‍26 | 30‍–‍31 |
| Arizona Diamondbacks | 54 | 61 | .470 | 12  | 27‍–‍30 | 27‍–‍31 |
| Colorado Rockies     | 30 | 84 | .263 | 35½ | 16‍–‍42 | 14‍–‍42 |

## Estadisticas

### Liga Americana
| Stat | Player              | Total |
| ---- | ------------------- | ----- |
| AVG  | Aaron Judge (NYY)   | .349  |
| OPS  | Aaron Judge (NYY)   | 1.175 |
| HR   | Cal Raleigh (SEA)   | 38    |
| RBI  | Cal Raleigh (SEA)   | 83    |
| R    | Aaron Judge (NYY)   | 89    |
| H    | Aaron Judge (NYY)   | 128   |
| SB   | José Caballero (TB) | 32    |

| Stat | Player                                | Total |
| ---- | ------------------------------------- | ----- |
| G    | Garrett Crochet (BOS) Max Fried (NYY) | 11    |
| P    | Luis Severino (ATH)                   | 11    |
| ERA  | Tarik Skubal (DET)                    | 2.19  |
| K    | Garrett Crochet (BOS)                 | 165   |
| IP   | Garrett Crochet (BOS)                 | 135.1 |
| SV   | Carlos Estévez (KC)                   | 26    |
| WHIP | Tarik Skubal (DET)                    | 0.81  |

### Liga Nacional
| Stat | Player               | Total |
| ---- | -------------------- | ----- |
| AVG  | Will Smith (LAD)     | .326  |
| OPS  | Shohei Ohtani (LAD)  | 0.993 |
| HR   | Eugenio Suárez (ARI) | 36    |
| RBI  | Eugenio Suárez (ARI) | 86    |
| R    | Shohei Ohtani (LAD)  | 94    |
| H    | Trea Turner (PHI)    | 115   |
| SB   | Oneil Cruz (PIT)     | 30    |

| Stat | Player                  | Total |
| ---- | ----------------------- | ----- |
| G    | Freddy Peralta (MIL)    | 12    |
| P    | Antonio Senzatela (COL) | 13    |
| ERA  | Paul Skenes (PIT)       | 1.91  |
| K    | Zack Wheeler (PHI)      | 164   |
| IP   | Logan Webb (SF)         | 131.2 |
| SV   | Robert Suárez (SD)      | 29    |
| WHIP | Zack Wheeler (PHI)      | 0.88  |

## Premios y honores

#### Jugador del Mes
| Mes        | Liga Americana | Liga Nacional |
| ---------- | -------------- | ------------- |
| Abril      | Aaron Judge    | Pete Alonso   |
| Mayo       | Aaron Judge    | Shohei Ohtani |
| Junio      | Cal Raleigh    | Juan Soto     |
| Julio      |                |               |
| Agosto     |                |               |
| Septiembre |                |               |

#### Novato del Mes
| Mes        | Liga Americana    | Liga Nacional     |
| ---------- | ----------------- | ----------------- |
| Abril      | Kristian Campbell | Luisangel Acuña   |
| Mayo       | Jacob Wilson      | Drake Baldwin     |
| Junio      | Nick Kurtz        | Jacob Misiorowski |
| Julio      |                   |                   |
| Agosto     |                   |                   |
| Septiembre |                   |                   |

#### Lanzador del mes
| Mes        | Liga Americana | Liga Nacional      |
| ---------- | -------------- | ------------------ |
| Abril      | Max Fried      | Yoshinobu Yamamoto |
| Mayo       | Kris Bubic     | Robbie Ray         |
| Junio      | Hunter Brown   | Zack Wheeler       |
| Julio      |                |                    |
| Agosto     |                |                    |
| Septiembre |                |                    |

#### Relevista del Mes
| Mes        | Liga Americana | Liga Nacional |
| ---------- | -------------- | ------------- |
| Abril      | Andrés Muñoz   | Robert Suárez |
| Mayo       | Jhoan Durán    | Edwin Díaz    |
| Junio      | Josh Hader     | David Bednar  |
| Julio      |                |               |
| Agosto     |                |               |
| Septiembre |                |               |

## Jugadores retirados
- Jay Jackson – 29 de marzo [4]
- Lance Lynn – 1 de abril[5]
- Ross Stripling – 6 de mayo[6]
- Evan Longoria – 12 de mayo (anunciado); se retiró como Ray el 7 de junio[7]
- Matt Carpenter – 14 de mayo[8]
- Tony Kemp – 15 de mayo[9]
- Kolten Wong –16 de mayo[10]
- Jean Segura – 21 de mayo[11]
- Jake Diekman – 23 de mayo[12]
- Josh Harrison – 31 de mayo[13]
- Wilson Ramos – 15 de junio[14]
- Whit Merrifield – 24 de  junio[15]
- Tucker Barnhart – 30 de junio[16]
- Kevin Pillar – 2 de julio[17]
- Freddy Galvis – 4  de julio[18]
- Dan Straily – 6 de julio[19]
- Trevor Cahill – 16 de julio[20]
- Kyle Gibson – 17  de julio[21]
- Daniel Bard –  20 de  julio[22]